# Guineo (banana inmadura)

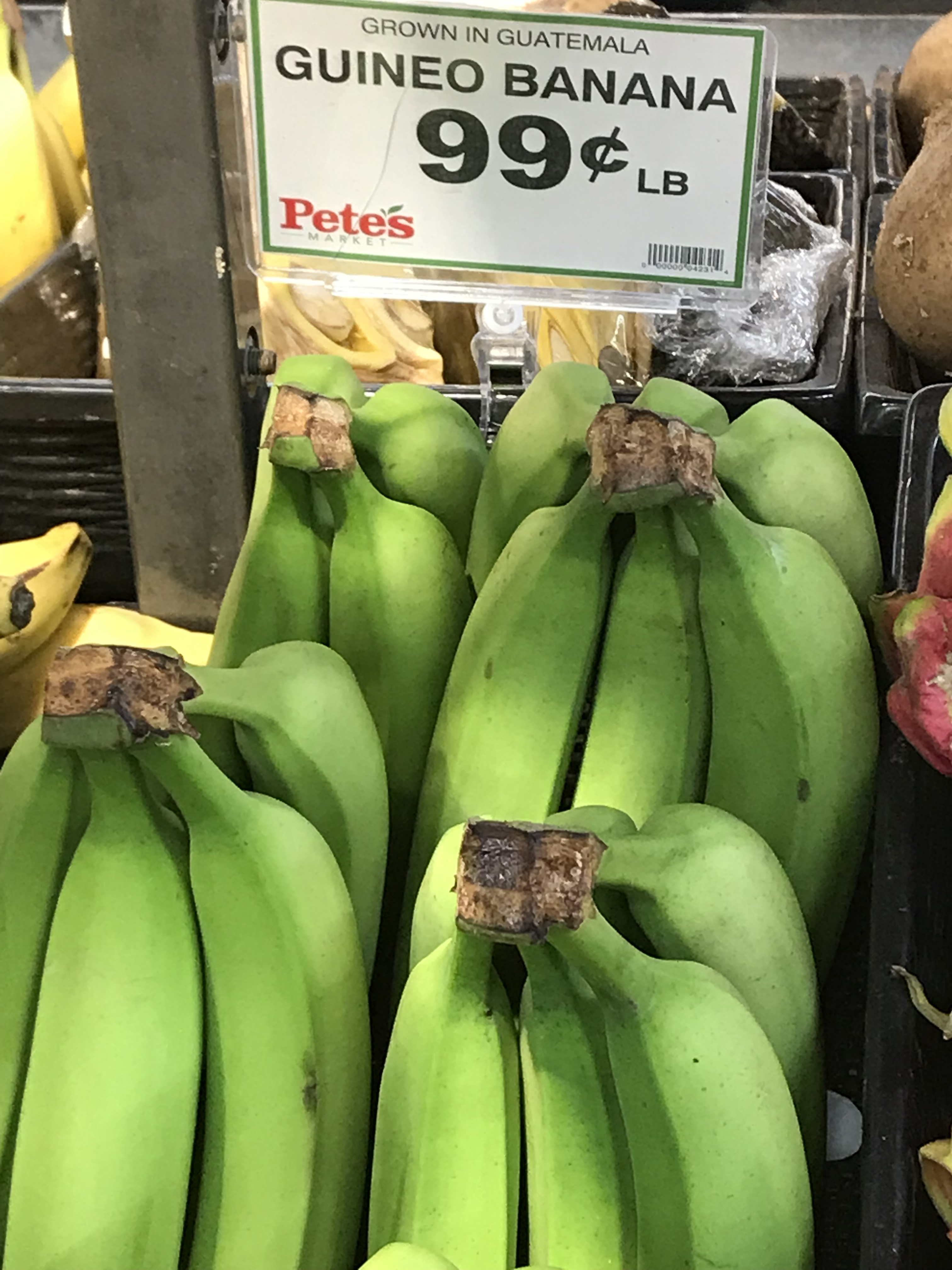
Plátanos de Guineo a la venta en un supermercado

Guineos (pronunciado [ɡiˈneos]) generalmente se refiere a un banana inmadura. El término guineo a veces se usa en referencia a su contraparte madura: la banana amarilla (madura). La palabra guineo proviene de Guinea, un país del oeste de África, ya que es uno de los lugares de donde son originarios las bananas. Algunos hacen una distinción entre los dos y se refieren a las bananas verdes como guineos verdes (bananas inmaduras) y a las bananas amarillas como guineos (bananas maduras). Lachep
Los guineos no deben confundirse con los plátanos, que son mucho más ricos en almidón que el guineo y no se pueden usar de la misma manera. Los guineos se usan ampliamente en la cocina latinoamericana ya que son versátiles, económicos, y abundantes.
En Bolivia, se llama guineo a las bananas pequeñas, y a las grandes se les dice gualeles; al plátano de freír, se le dice plátano.

## El Salvador
Las bananas, ya sean inmaduras o maduras, se llaman guineos en El Salvador. Los guineos son una fruta popular en el país y se utilizan para el popular postre chocobanano, que es un guineo congelado cubierto de chocolate y chispas u otros aderezos encima.

## Puerto Rico
En Puerto Rico, las bananas inmaduras para cocinar se usan en platillos como viandas con ajilimójili, pasteles, sopa de mondongo y sancocho. También hay muchos otros platos en la isla que utilizan bananas verdes. La harina de banana inmadura está ampliamente disponible en todo Puerto Rico y se usa para hacer panqueques, crepes, waffles, galletas, tortas, tortillas, pan y otros pasteles.
- Alcapurrias: Buñuelos clásicos de Puerto Rico que han ganado popularidad en partes de América Latina, el Caribe y los Estados Unidos. Banana inmadura y yautía se considera la alcapurria original. La masa también puede contener una pequeña cantidad de calabaza y patata condimentada con manteca de cerdo, achiote, sal y ajo. Se rellenan con carne a elección y se fríen. Los más tradicionales rellenos de picadillo o corned beef sazonado.
- Escabeche – Banana inmadura y mollejas de pollo en escabeche en salmuera con ajo con hojas de laurel, ajo, aceite de oliva, cebolla, aceitunas y otros ingredientes.
- Dompling de Guineo – Estos dumplings se elaboran a base de banana verde, plátano verde, apio, papa, yautía, rallados, mezclados con harina o tapioca, leche, huevos, ajo, cilantro y perejil. Se enrollan en bolitas y se fríen. Se pueden preparar con un día de antelación. Los dumplings se preparan para sopas como el asopao de gandules (sopa de gandules y dumpling), el ajo de pollo y huevo (sopa de huevo y pollo con ajo) y la sopa de guineos (sopa de banana inmadura).
- Gandinga : un guiso espeso elaborado con órganos de cerdo como ingrediente principal. Además de corazón, riñones e hígado de cerdo, el plato se prepara con ingredientes como aceituna manzanilla, sofrito y alcaparras. Se recomienda servir la gandinga con aguacate y bananas inmaduras cocidos como acompañamiento. El plato es gastronómico importante en la cultura afropuertorriqueña ya que a los esclavos se les daban fuentes limitadas de alimentos de órganos de animales y plátanos.
- Guineo Niño : también llamados jibaritos envueltos, son bananas maduras mezcladas en una masa de harina, bicarbonato de sodio, azúcar, vainilla, levadura en polvo y leche. Luego se fríen y se comen como banana split o solos. También pueden tener hojuelas de coco y especias adicionales en la masa.
- Guineos Verdes en Fricasé – Bananas verdes cocidos en una salsa picante a base de tomate fricasé con recaíto, alcaparras, chiles y aceitunas.
- Macabeos: las bananas inmaduras se hierven y se machacan con aceite de achiote y una pequeña cantidad de banana inmadura no cocinada. Luego se rellenan con cualquier carne de su elección, se hacen bolitas y se fríen. Este buñuelo de banana en forma de media luna se encuentra principalmente en la localidad de Trujillo Alto, que celebra cada año una fiesta macabea
- Serenata de Bacalao: Bacalao salado mezclado con tubérculos tropicales, bananas inmaduras, repollo, chayote, huevos duros y aguacate. Luego se saltean las verduras hervidas, los bananas inmaduras y el chayote con pimientos, mucho aceite de oliva y vinagre. El bacalao se desmenuza y se mezcla. Luego, la ensalada se adorna con cilantro, huevos, aguacate y cebolla